# Crkva sv. Klementa u Hrtkovcima
Crkva svetog Klementa je crkva u Hrtkovcima. Površine je oko 240 m2.

## Povijest
Iako je župa svetog Klementa u Hrtkovcima osnovana 1876., župna crkva je izgrađena 1824.
1913. je crkva obnovljena.
U noći s 4. na 5. svibnja 1995., u vrijeme protuhrvatske politike u Srbiji, je bila zapaljena sakristija i razorena unutrašnjost crkve.